# Mispila albopunctulata
Mispila albopunctulata là một loài bọ cánh cứng trong họ Cerambycidae.